# Efusividade térmica
A efusividade indica a quantidade de energia térmica que um material é capaz de absorver. 
Ela também depende da condutividade (λ) e do calor específico volumétrico (μ), mas é diretamente proporcional a ambos. Assim, o fato de o calor específico volumétrico (μ) ser alto reduz a difusividade e aumenta a efusividade do material.
Materiais de alta efusividade são aqueles que, quando abaixo da temperatura da pele, parecem "frios" ao toque (como o granito), enquanto que os de baixa efusividade parecem mais "quentes" (como a madeira). 
Isso ocorre porque, ao contato com outro corpo de temperatura diferente, os materiais de alta efusividade absorvem ou cedem mais energia térmica. A efusividade é uma variável importante para o controle térmico das construções, porque expressa o amortecimento de oscilações de temperatura que os materiais são capazes de proporcionar sem o uso de condicionamento térmico artificial (ar condicionado). 

## Equação
Obtém-se a efusividade pela equação: 
- b = √ λ.μ, cuja unidade é j/oCm2s1/2

## Exemplo
Concreto celular: 
- λ = 0,4 W/m°C; μ = 10³ kJ/m³°C = 106 j/m³°C;
- b = √ 0,4.1.000.000 = 632,45 J/°C/m²/s2

Cobre: 
- λ = 390W/m°C; μ = 3382 kJ/m³°C = 3382.000 j/m³°C;
- b = √ 390.3382000 = 36.317,76 J/°C m2s1/2

O cobre é mais "frio" ao toque e absorve mais energia do ambiente do que o concreto celular.